# Dincolo de brazi
Dincolo de brazi este un film românesc din 1957 regizat de Mircea Drăgan, Mihai Iacob. Rolurile principale au fost interpretate de actorii Colea Răutu, Flavia Buref, Constantin Lipovan. Muzica aparține compozitorului și dirijorului Edgar Cosma care după 1963 a fost radiat de pe afișe.

## Distribuție
Distribuția filmului este alcătuită din:
- Florin Pădureanu — Maior Șerbeanu
- Constantin Lipovan — Slt. Marinescu
- Flavia Buref — Voica
- Otto Grassl — Locotenentul german
- Gerhard Turkl — Comandantul german
- Colea Răutu — Oprea Oprișan
- Ion Tașmău — Moș Dumitru

## Primire
Filmul a fost vizionat de 2.390.836 de spectatori în cinematografele din România, după cum atestă o situație a numărului de spectatori înregistrat de filmele românești de la data premierei și până la data de 31 decembrie 2014 alcătuită de Centrul Național al Cinematografiei.